# برج بانک گوانگژو
برج بانک گوانگژو (انگلیسی: Bank of Guangzhou Tower) ساختمان اداری ۵۷ طبقه مستقر در شهر گوانگ‌ژو، چین است، که در سال ۲۰۱۲ احداث گردید.